# ۱۳۸۸ (میلادی)
۱۳۸۸ (میلادی) هزار و سیصد و هشتاد و هشتمین سال تقویم میلادی است.

## زادگان
- شیا چانگ، نقاش چینی
- دای جین، نقاش چینی

## درگذشتگان
‎